# Celeste Yarnall
Pour les articles homonymes, voir Yarnall.
Celeste Jeanne Yarnall, née le 26 juillet 1944 à Long Beach (Californie) et morte le 7 octobre 2018 à Westlake Village dans le même État américain, est une actrice américaine.

## Biographie
Après des débuts comme modèle, Celeste Yarnall apparaît au cinéma dans trois films sortis en 1963, dont Docteur Jerry et Mister Love de Jerry Lewis (avec le réalisateur et Stella Stevens). Suivent dix-huit autres films américains, le dernier sorti en 2012.
Entretemps, mentionnons Le Grand Frisson de Norman Taurog (1968, avec Elvis Presley et Michele Carey), Scorpio de Michael Winner (1973, avec Burt Lancaster et Alain Delon), Beauté fatale de Tom Holland (1987, avec Whoopi Goldberg et Sam Elliott) et Quand l'esprit vient aux femmes de Luis Mandoki (1993, avec Melanie Griffith et John Goodman).
À la télévision américaine, elle contribue à vingt-six séries, depuis The Adventures of Ozzie and Harriet (un épisode, 1962) jusqu'au feuilleton Melrose Place (deux épisodes, 1995-1998).
Citons également Star Trek (épisode La Pomme, 1967), Columbo (deuxième épisode pilote, 1971) et le feuilleton Côte Ouest (un épisode, 1990).
S'ajoutent quatre téléfilms, le premier diffusé en 1969, le dernier en 2015.

## Filmographie partielle

### Cinéma
- 1963 : Docteur Jerry et Mister Love (The Nutty Professor) de Jerry Lewis : une étudiante
- 1963 : Oui ou non avant le mariage ? (Under the Yum Yum Tree) de David Swift : une étudiante
- 1966 : Le Tour du monde sous les mers (Around the World Under the Sea) d'Andrew Morton : une secrétaire
- 1968 : Eve de Jeremy Summers : Eve
- 1968 : Le Grand Frisson (Live a Little, Love a Little) de Norman Taurog : Ellen
- 1969 : Bob et Carole et Ted et Alice (Bob & Carol & Ted & Alice) de Paul Mazursky : Susan
- 1971 : The Velvet Vampire de Stephanie Rothman : Diane LeFanu
- 1972 : Le Flingueur (The Mechanic) de Michael Winner : l'amie de Mark
- 1973 : Scorpio de Michael Winner : Helen Thomas
- 1987 : Beauté fatale (Fatal Beauty) de Tom Holland : Laura
- 1993 : Quand l'esprit vient aux femmes (Born Yesterday) de Luis Mandoki : Mme Hedges

### Télévision

#### Séries
- 1962 : The Adventures of Ozzie and Harriet
  - Saison 11, épisode 1 Rick and the Maid of Honor d'Ozzie Nelson : une fille
- 1963 : L'Homme à la Rolls (Burke's Law), première série
  - Saison 1, épisode 14 Who Killed Beau Sparrow? : Marlena
- 1965 : Les Mystères de l'Ouest (The Wild Wild West)
  - Saison 1, épisode 6 La Nuit des mille yeux (The Night of a Thousand Eyes) de Richard C. Sarafian : Mlle Devine
- 1966 : Ma sorcière bien-aimée (Bewitched)
  - Saison 2, épisode 18 Et maintenant nous sommes trois ! (And Then There Were Three) de William Asher : une élève-infirmière
- 1966 : Des agents très spéciaux (The Man from U.N.C.L.E.)
  - Saison 3, épisode 5 Les Moines de Saint-Thomas (The Monks of St. Thomas Affair) : Andrea Fouchet
- 1967 : Star Trek
  - Saison 2, épisode 5 La Pomme (The Apple) de Joseph Pevney : Yeoman Martha Landon
- 1968 : Opération vol (It Takes a Thief)
  - Saison 1, épisode 14 Radioguidage (Locked in the Craddle of the Keep) : Ilsa
- 1968 : Sur la piste du crime (The F.B.I.)
  - Saison 3, épisode 27 The Mercenary de William Hale : Julie
- 1968 : Bonanza
  - Saison 10, épisode 11 Une main gagnante (Queen High) : Katie Kelly
- 1968 : Papa Schultz ou Stalag 13 (Hogan's Heroes)
  - Saison 3, épisode 25 La mémé était trop belle (LeBeau and the Little Old Lady) de Bruce Bilson : Wilhelmina
  - Saison 4, épisode 12 Le Dernier Raid du Baron (Will the Blue Baron Strike Again?) de Marc Daniels : Nanny
- 1969 : Mannix
  - Saison 3, épisode 1 Le Noir et le Rouge (Eagles Sometimes Can't Fly) de Stuart Hagmann : Tawny
- 1969 : The Bold Ones: The Protectors
  - Saison unique, épisode 3 Draw a Straight Man : Ethel Miller
- 1971 : Columbo
  - Épisode pilote no 2 Rançon pour un homme mort (Ransom for a Dead Man) de Richard Irving : Gloria
- 1972 : McMillan (McMillan and Wife)
  - Saison 2, épisode 4 Mac voit double (Terror Times Two) : Mlle Jones
- 1990 : Côte Ouest (Knots Landing), feuilleton
  - Saison 11, épisode 15 Mon premier amour (My First Born) : Caroline Craig
- 1993 : Guerres privées (Civil Wars)
  - Saison 2, épisode 14 Split Ends : Gwendolyn
- 1994 : Les Sœurs Reed (Sisters)
  - Saison 4, épisode 14 Quelques mélanges explosifs (Chemical Reactions) : Rita Zaylor
- 1995-1998 : Melrose Place, feuilleton
  - Saison 4, épisode 15 Jalousie (Oy! to the World, 1995) : Mme Pemberton
  - Saison 6, épisode 15 Déclaration d'amour (Amanda's Black, 1998) : Mme Huntington

#### Téléfilms
- 1969 : In Name Only d'E. W. Swackhamer : Anne
- 1972 : Un juge pas comme les autres (The Judge and Jake Wyler) de David Lowell Rich : la ballerine